# Andrzej Pyrdoł
Andrzej Pyrdoł (ur. 25 grudnia 1945) – polski piłkarz grający na pozycji pomocnika, trener piłkarski.

## Życiorys
Swoją przygodę z piłką zaczynał w Warcie Sieradz, z której pod koniec lat 60. XX wieku trafił do ŁKS-u Łódź. Z klubem tym wywalczył w sezonie 1970/1971 awans do ekstraklasy. Grający na pozycji środkowego pomocnika piłkarz musiał wkrótce przerwać karierę ze względu na problemy zdrowotne. Pyrdoł nie poddał się i wrócił na boisko, broniąc tym razem barw rywala zza miedzy – Widzewa. W 1977 roku ponownie wziął rozbrat z futbolem. Do czynnego uprawiania sportu powrócił jeszcze kilka lat później, kiedy to krótko był piłkarzem trzecioligowego francuskiego klubu z Thionville.
Jako trener zaczynał od asystowania na ławce Leszkowi Jezierskiemu w Widzewie. W latach 80. samodzielnie szkolił piłkarzy Włókniarza Pabianice oraz Warty Sieradz. Następnie był II trenerem w ŁKS-ie u boku Wojciecha Łazarka i Ryszarda Polaka oraz ponownie w Widzewie przy Franciszku Smudzie (lata 90.). Pierwszym trenerem został dopiero w 2010 roku, obejmując stery w ŁKS-ie. Z klubem tym w sezonie 2010/2011 wywalczył awans do ekstraklasy. W następnym został zwolniony po zaledwie 1. kolejce. Na ławkę trenerską ŁKS-u powrócił jeszcze raz, na początku 2012 roku, kiedy to do spółki z ówczesnym menadżerem klubu, Piotrem Świerczewskim podjął się próby ratowania klubu przed spadkiem z ekstraklasy. Próba ta nie zakończyła się powodzeniem.